# Sindrome di Wiedemann-Steiner
La sindrome di Wiedemann-Steiner è una malattia genetica rara che si manifesta con ritardo mentale, una facies caratteristica, bassa statura e un'ipotonia generalizzata.

## Epidemiologia e storia
Ci sono circa 1 000 individui al mondo affetti ufficialmente dalla patologia e si riteneva che colpisse circa un nato vivo su un milione, anche considerando i casi non diagnosticati; alcune ricerche suggeriscono però che la sua reale incidenza sia di circa un caso ogni 40 000 nati vivi.
La sindrome fu descritta per la prima volta nel 1989 dal pediatra tedesco Hans-Rudolf Wiedemann; il caso clinico riguardava un bambino di razza caucasica che presentava un ritardo globale dello sviluppo (con ritardo di crescita sia prenatale che postnatale), con un viso rotondo e piatto, naso corto, ipertelorismo oculare, prolabio alto, epicanto, impianto delle orecchie basso e palato stretto; il bambino presentava inoltre strabismo convergente, calici renali dilatati e arti tozzi e larghi. La mutazione genetica causa della malattia fu individuata nel 2012 da Wendy D. Jones.

## Eziologia
La sindrome di Wiedemann-Steiner deriva da una mutazione a carico del gene MLL localizzato sul braccio lungo del cromosoma 11; questo gene codifica per un enzima (istone-lisina N-metiltransferasi 2A, KMT2A) che regola l'espressione di altri geni. La condizione si trasmette con carattere autosomico dominante, per cui è sufficiente avere un solo allele mutato su due per sviluppare il fenotipo proprio della malattia. Nella maggior parte dei casi, questa mutazione genetica è de novo; i figli di una persona affetta da questa sindrome hanno il 50% di ereditare l'allele mutato e, conseguentemente, di sviluppare la malattia. Non è ancora chiaro di che tipo siano specificamente le mutazioni che portano a sviluppare la patologia.

## Clinica

### Segni e sintomi
La sindrome di Wiedemann-Steiner si manifesta con bassa statura, ritardo nello sviluppo psicomotorio, ipotonia muscolare grave durante l'infanzia e che spesso si attenua in età adulta, una facies peculiare e un'anomala villosità in corrispondenza dei gomiti (hypertrichosis cubiti). I pazienti affetti dalla sindrome presentano spesso anche problemi nell'alimentazione, insonnia cronica, ciglia più lunghe del normale e problemi dentali.

### Diagnosi
È possibile effettuare una diagnosi prenatale della sindrome mediante un sequenziamento genomico completo, o in alternativa limitandosi al sequenziamento degli esoni, tuttavia (anche a causa della bassa incidenza della malattia e dunque alla scarsa effettuazione di test diagnostici specifici) la maggior parte dei casi, inizialmente, non viene diagnosticata, oppure riceve una diagnosi errata (ad esempio, di autismo o di sindrome di Rubinstein-Taybi). Alcuni individui a cui viene diagnosticata la sindrome Kabuki sono in realtà affetti dalla sindrome di Wiedemann-Steiner.

## Trattamento
I bambini affetti dalla sindrome possono beneficiare di opportuni trattamenti fisioterapici e della logopedia. È stata dimostrata anche una buona efficacia dell'ippoterapia e della musicoterapia per quanto riguarda le problematiche intellettive e comportamentali della malattia.

## Prognosi
Malgrado la sindrome si associ a molte difficoltà nella vita quotidiana, l'aspettativa di vita media di chi ne è affetto non sembra differire molto da quella della popolazione generale.